# Higashiizu
Higashiizu (japanska: 東伊豆町?, Higashiizu-chō) ("Östra Izu") är en landskommun i Shizuoka prefektur i Japan. 